# Loch Tay
Pour les articles homonymes, voir Tay.
Le Loch Tay (en gaélique écossais : Loch Tatha) est un loch d’eau douce situé dans le council area de Perth and Kinross, dans les Highlands écossais.

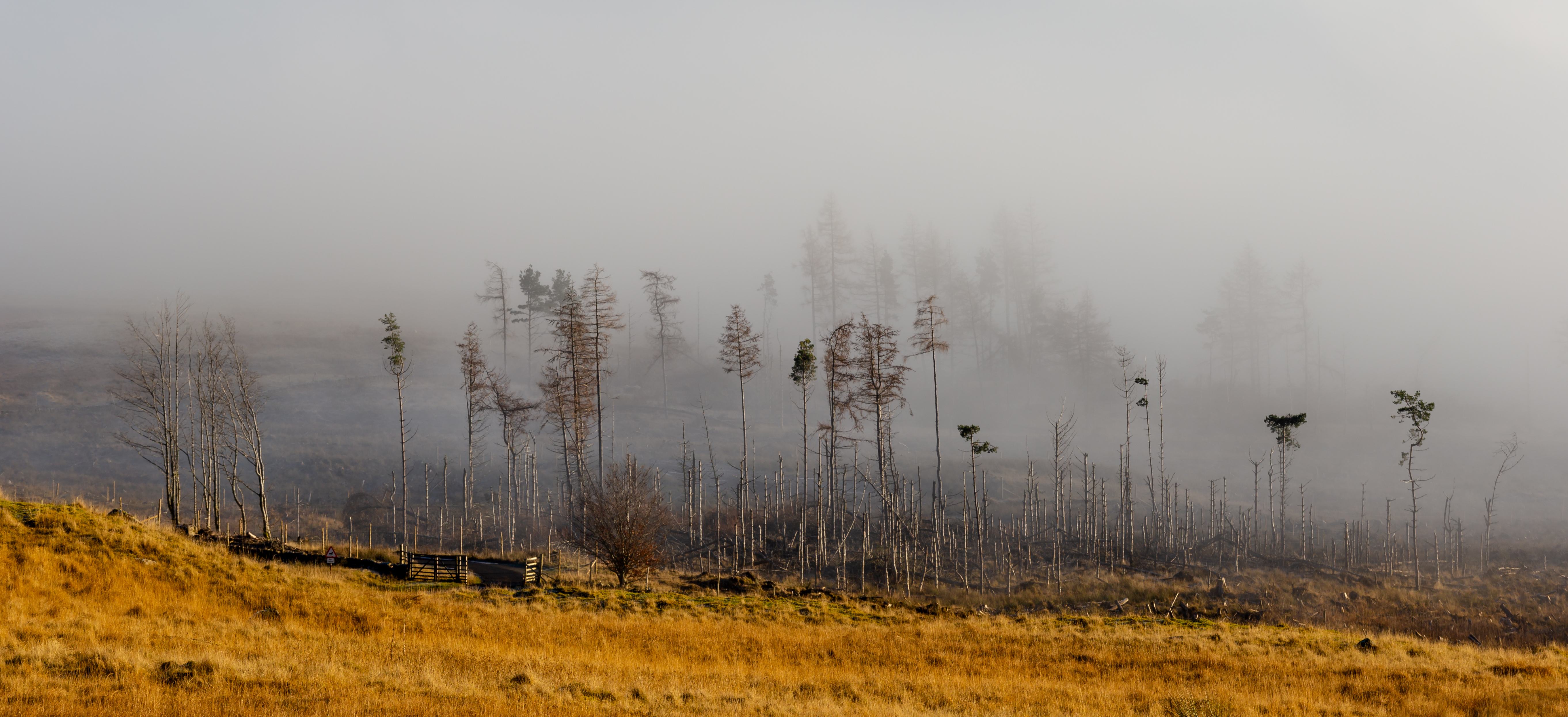
Arbres dans le brouillard sur le côté nord du Loch Tay. Décembre 2018.

Le loch est long de 23 km (14 miles) et large de 1,5 à 2,5 km. Il suit le dessin de la vallée du fleuve qui le traverse, le Tay, du sud-ouest au nord-est. C’est le sixième loch le plus étendu d’Écosse. Sa profondeur maximale est de 150 m. Sur sa rive septentrionale se trouve Ben Lawers, le sixième sommet des îles britanniques (1214 m), et le plus haut du groupe de sept munros.
Les principales villes à proximité du loch sont Killin, à son début, et Kenmore (en), d'où repart le Tay. La Dochart et la Lochay se jettent également dans le loch, ainsi que bon nombre de cours d’eau de moindre taille.
À l’âge du fer, les habitants de la région se regroupaient dans des crannogs, sortes d’îles artificielles faciles à défendre. De nos jours, un exemplaire de crannog a été reconstitué au Scottish Crannog Centre.

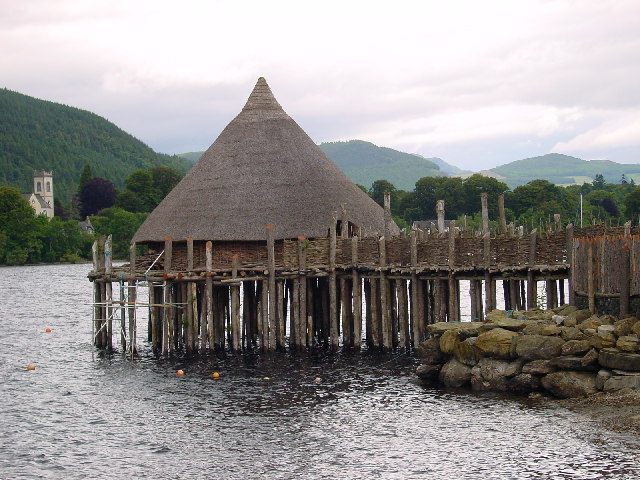
Crannog reconstruit sur le Loch Tay